# Bactrocera dorsaloides
Bactrocera dorsaloides är en tvåvingeart som först beskrevs av Hardy och Adachi 1954.  Bactrocera dorsaloides ingår i släktet Bactrocera och familjen borrflugor.
Artens utbredningsområde är Filippinerna. Inga underarter finns listade.